# Pallacanestro Cantù 1993-1994
Questa voce raccoglie le informazioni riguardanti la Pallacanestro Cantù nelle competizioni ufficiali della stagione 1993-1994.

## Stagione
La stagione 1993-1994 della Pallacanestro Cantù sponsorizzata Shampoo Clear, è la 39ª nel massimo campionato italiano di pallacanestro, la Serie A1.
All'inizio della stagione la Pallacanestro Cantù fu costretta a salutare due suoi prezzi pregiati: l'allenatore Fabrizio Frates e il miglior giocatore, Pace Mannion, entrambi diretti alla Pallacanestro Treviso. Salutato anche Adrian Caldwell, Cantù ingaggiò lo storico allenatore della nazionale spagnola, Antonio Díaz-Miguel, un nome altisonante per affrontare anche la Coppa dei Campioni, visto che i canturini erano arrivati terzi alla fine dello scorso campionato. Gli altri innesti furono il centro Geert "l'olandese volante" Hammink e la guardia Craig Hodges, giocatore con alle spalle due titoli NBA e che per tre anni consecutivi aveva vinto la gara del tiro da tre all'All-Star Game, un vero e proprio colpo per i canturini.
Con l'inizio di stagione arrivarono i primi segnali di una stagione che si sarebbe rivelata assai difficile. Arrivarono l'infortunio di Beppe Bosa, la sconfitta nei sedicesimi di Coppa contro il Bellinzona e le prime sconfitte in campionato, colpevoli anche di un gioco che non riusciva a esaltare le caratteristiche di Craig Hodges. In questo modo, dopo aver superato la pratica Fidefinanz Bellinzona e con l'inizio dei gironi di Coppa e la perdurante assenza di Beppe Bosa, la società decise il taglio di Craig Hodges per l'ingaggio di Rickie Winslow che poteva dare una mano a rimbalzo. Il 5 novembre, dopo le sconfitte in campionato con la Fortitudo Bologna ed in coppa contro il Pau Orthez, Antonio Díaz-Miguel venne esonerato e il suo posto venne preso dal vice Bruno Arrigoni. Per la prima volta nei tempi moderni della Pallacanestro Cantù si decise di cambiare allenatore a stagione in corso. In campionato però le cose non migliorarono con solo una vittoria in sette partite. In più anche Rickie Winslow fu vittima di un infortunio al legamento del ginocchio, così non venne utilizzato per le gare di Coppa, dove il cammino era già compromesso, mentre giocò altre due gare in campionato prima di operarsi fin quando Beppe Bosa rientrò. L'andata si chiuse con la quartultima posizione e l'innesto di Michael Curry. A complicare le cose ci fu anche il forfait di Geert Hammink che a causa di alcune divergenze con la società lasciò la squadra nel momento cruciale della stagione. Il campionato venne chiuso al 12º posto e la Pallacanestro Cantù si apprese a giocare i playout per la permanenza in A1, in un girone composto da sei squadre. Il 19 maggio arrivò al Pianella la matematica retrocessione in A2 dopo trentotto stagioni consecutive fra le migliori d'Italia e dopo un'incredibile stagione iniziata con la partecipazione alla Coppa dei Campioni.

## Roster
|    | Naz.                   | Ruolo | Sportivo            |  |  |  | Note |
| -- | ---------------------- | ----- | ------------------- |  |  |  | ---- |
| 5  | Italia (bandiera)      | AC    | Fausto Bargna       |  |  |  |      |
| 6  | Stati Uniti (bandiera) | GA    | Michael Curry       |  |  |  |      |
| 7  | Italia (bandiera)      | AG    | Alberto Tonut       |  |  |  |      |
| 8  | Italia (bandiera)      | AG    | Beppe Bosa          |  |  |  |      |
| 9  | Italia (bandiera)      | P     | Alberto Rossini     |  |  |  |      |
| 10 | Paesi Bassi (bandiera) | C     | Geert Hammink       |  |  |  |      |
| 11 | Italia (bandiera)      | PG    | Piero Montecchi     |  |  |  |      |
| 13 | Italia (bandiera)      | AG    | Pietro Bianchi      |  |  |  |      |
| 15 | Italia (bandiera)      | C     | Angelo Gilardi      |  |  |  |      |
| 16 | Stati Uniti (bandiera) | G     | Craig Hodges        |  |  |  |      |
|    | Italia (bandiera)      |       | Ezio De Piccoli     |  |  |  |      |
|    | Italia (bandiera)      |       | Salvatore Lapetina  |  |  |  |      |
|    | Italia (bandiera)      |       | Stefano Mantica     |  |  |  |      |
|    | Italia (bandiera)      |       | Simone Moscatelli   |  |  |  |      |
|    | Italia (bandiera)      |       | Luca Viselli        |  |  |  |      |
|    | Stati Uniti (bandiera) | C     | Rickie Winslow      |  |  |  |      |
| -  | Italia (bandiera)      |       | Massimo Divitini    |  |  |  |      |
|    | Spagna (bandiera)      | ALL   | Antonio Díaz-Miguel |  |  |  |      |
|    | Italia (bandiera)      | ALL   | Bruno Arrigoni      |  |  |  |      |

## Mercato

### Sessione estiva
| Acquisti | Acquisti            | Acquisti         | Acquisti   |
| R.       | Nome                | da               | Modalità   |
| -------- | ------------------- | ---------------- | ---------- |
| ALL      | Antonio Díaz-Miguel | Free agent       | definitivo |
| C        | Geert Hammink       | LSU Tigers       | definitivo |
| G        | Craig Hodges        | Free agent       | definitivo |
| PG       | Piero Montecchi     | Pall. Varese     | definitivo |
| AC       | Fausto Bargna       | Montecatini S.C. | definitivo |

| Cessioni | Cessioni          | Cessioni         | Cessioni       |
| R.       | Nome              | a                | Modalità       |
| -------- | ----------------- | ---------------- | -------------- |
| ALL      | Fabrizio Frates   | Pall. Treviso    | fine contratto |
| G        | Pace Mannion      | Pall. Treviso    | fine contratto |
| C        | Adrian Caldwell   | Olimpia Pistoia  | fine contratto |
| G        | Andrea Gianolla   | Montecatini S.C. | fine contratto |
| P        | Luigi Corvo       |                  | fine contratto |
| A        | Enrico Milesi     |                  | fine contratto |
| PG       | Alberto Angiolini | Virtus Ragusa    | fine contratto |

### Dopo l'inizio della stagione
| Acquisti | Acquisti       | Acquisti           | Acquisti        | Acquisti   |
| R.       | Nome           | da                 | Data            | Modalità   |
| -------- | -------------- | ------------------ | --------------- | ---------- |
| C        | Rickie Winslow | Free agent         | 31 ottobre 1993 | definitivo |
| GA       | Michael Curry  | Philadelphia 76ers | 16 gennaio 1994 | definitivo |

| Cessioni | Cessioni            | Cessioni      | Cessioni         | Cessioni    |
| R.       | Nome                | a             | Data             | Modalità    |
| -------- | ------------------- | ------------- | ---------------- | ----------- |
| ALL      | Antonio Díaz-Miguel | Free agent    | 5 novembre 1993  | rescissione |
| G        | Craig Hodges        | Free agent    | 21 novembre 1993 | rescissione |
| C        | Rickie Winslow      | Free agent    | 22 dicembre 1993 | rescissione |
| C        | Geert Hammink       | Orlando Magic | 6 marzo 1994     | rescissione |